# قائمة حلقات ناروتو شيبودن
ناروتو شيبودن هو مسلسل أنمي ياباني، والجزء الثاني من أنمي ناروتو. أحداثه موجودة ومبنية على مانغا ناروتو الجزء الثاني بوساطة ماساشي كيشيموتو. تم إخراج الأنمي بواسطة هاياتو داتيه وأنتجت من قبل استوديو بييرو وتلفزيون طوكيو. ناروتو شيبودن هو تكملة لمسلسل ناروتو وهي تستكمل نفس حبكة قصة ناروتو بعد مرور سنتين ونصف قضاها في التدريب مع المعلم جيرايا. بدأ عرضه في 15 فبراير 2007 على تلفزيون طوكيو وانتهى عرضه في 23 مارس 2017 وبلغ عدد حلقاته 500 حلقة.
في عام 2008؛ بدأت فز ميديا وكرانشي رول بتوفير ثماني حلقات مترجمة من مسلسل ناروتو شيبودن على موقع ناروتو الرسمي كل أسبوع حتى تمكنتا من مواكبة الأنمي الياباني. وفي عام 2009؛ بدأت فز ميديا بتوفير نسخ مترجمة من حلقات ناروتو شيبودن الأحدث بعد بأسبوع من عرضها الأصلي الأول في اليابان، وذلك بإضافة حلقة جديدة إلى موقع ناروتو الرسمي كل يوم خميس. كما وأعلنت فز ميديا أن الدبلجة الإنجليزية ستصدر في وقت ما في المستقبل القريب؛ مع أنه في معرض الأنمي (أنمي إكسبو) التاسع، تم الكشف عن حلقات من سلسلة ناروتو شيبودن لا يمكن مشاهدتها إلا في إصدارات الدي في دي.
الحلقات من 1 إلى 53 تم إعدادها وبثها بشاشة كاملة بنسبة الوضوح 3:4 القياسية؛ بينما الحلقات من الحلقة 54 فما بعدها أعدت وبثت بشاشة عريضة بنسبة 9:16 وفيديو عالي الوضوح (HD).
على الرغم من أن السلسلة لم تحظَ بأية دبلجة عربية لحد الآن، إلا أن كرانشي رول تمكنت من ترخيص العرض في العالم العربي.
السلسلة يتم إصدارها إلى منطقة الدي في دي الثانية في اليابان بمعدل خمس حلقات لكل قرص دي في دي. ويوجد حاليا ست سلاسل من إصدارات الدي في دي المقسمة حسب الفصول. أول تلك الإصدارات شمل الحلقات من 1 إلى 32 بواقع ثمانية أقراص دي في دي؛ بينما غطى الإصدار الثاني الحلقات من 33 إلى 53 بواقع خمسة أقراص دي في دي. في حين شمل الإصدار الثالث الحلقات من 54 إلى 71 بواقع أربعة أقراص دي في دي، أما الإصدار الرابع فقد غطى الحلقات من 72 إلى 88 بواقع أربعة أقراص دي في دي أيضًا، وشمل الإصدار الخامس الحلقات من 89 إلى 112 بواقع ستة أقراص دي في دي، أما الإصدار السادس فيتم إطلاقه حاليا ليغطي الحلقات من 113 فما بعدها. هناك أيضا ميزة خاصة تم تضمينها في مجموعة الدي في دي السابعة لناروتو شيبودن المرتكزة على النهاية الثانية للسلسلة المسماة بـ «الإعصار! سجلات أكاديمية كونوها». نسخة محدودة من الدي في دي السابع المسمى «نبوءة المعلم والانتقام» جاءت بدي في دي خاص تحت مسمى «خلف كواليس الأوتشيها»، يحتوي على حوارات ممزوجة مع مشاهد من الحلقات.

## نظرة عامة للسلسلة
| الموسم | الحلقات | البث الأصلياليابان | البث الأصلياليابان |
| الموسم | الحلقات | أول بث             | آخر بث             |
| ------ | ------- | ------------------ | ------------------ |
| 1      | 32      | 15 فبراير 2007     | 25 أكتوبر 2007     |
| 2      | 21      | 8 نوفمبر 2007      | 3 أبريل 2008       |
| 3      | 18      | 3 أبريل 2008       | 14 أغسطس 2008      |
| 4      | 17      | 21 أغسطس 2008      | 11 ديسمبر 2008     |
| 5      | 24      | 18 ديسمبر 2008     | 4 يونيو 2009       |
| 6      | 31      | 11 يونيو 2009      | 14 يناير 2010      |
| 7      | 8       | 21 يناير 2010      | 11 مارس 2010       |
| 8      | 24      | 25 مارس 2010       | 26 أغسطس 2010      |
| 9      | 21      | 2 سبتمبر 2010      | 27 يناير 2011      |
| 10     | 25      | 10 فبراير 2011     | 28 يوليو 2011      |
| 11     | 21      | 28 يوليو 2011      | 28 ديسمبر 2011     |
| 12     | 33      | 5 يناير 2012       | 16 أغسطس 2012      |
| 13     | 20      | 23 أغسطس 2012      | 10 يناير 2013      |
| 14     | 25      | 17 يناير 2013      | 4 يوليو 2013       |
| 15     | 28      | 18 يوليو 2013      | 30 يناير 2014      |
| 16     | 13      | 6 فبراير 2014      | 8 مايو 2014        |
| 17     | 11      | 15 مايو 2014       | 14 أغسطس 2014      |
| 18     | 21      | 21 أغسطس 2014      | 25 ديسمبر 2014     |
| 19     | 20      | 8 يناير 2015       | 21 مايو 2015       |
| 20     | 66      | 28 مايو 2015       | 13 أكتوبر 2016     |
| 21     | 21      | 20 أكتوبر 2016     | 23 مارس 2017       |

## الموسم الأول: 2007
| الرقم | عنوان الحلقة                                         | تاريخ العرض الأصلي |
| ----- | ---------------------------------------------------- | ------------------ |
| 1     | العودة للوطن 帰郷                                    | 15 فبراير 2007     |
| 2     | الأكاتسوكي تتحرك 暁, 始動                            | 15 فبراير 2007     |
| 3     | نتائج التدريب 修業の成果                             | 22 فبراير 2007     |
| 4     | جينشوركي الرمال 砂の人柱力                           | 1 مارس 2007        |
| 5     | بصفتي الكازيكاغي...! 風影として...!                  | 15 مارس 2007       |
| 6     | انتهت المهمة ノルマクリアー                          | 29 مارس 2007       |
| 7     | أسرع يا كانكرو 疾走れカンクロウ                      | 29 مارس 2007       |
| 8     | خروج فريق كاكاشي 出撃, カカシ班                      | 12 أبريل 2007      |
| 9     | دموع الجينشوريكي 人柱力の涙                          | 12 أبريل 2007      |
| 10    | تقنية الختم: أشباح التنين التسعة 封印術·幻龍九封尽   | 19 أبريل 2007      |
| 11    | تلميذة النينجا الطبية 医療忍者の弟子                 | 26 أبريل 2007      |
| 12    | قرار الجدة المتقاعدة 隠居ババアの決意                | 3 مايو 2007        |
| 13    | مقابلة مع المصير 因縁あいまみえる                    | 10 مايو 2007       |
| 14    | نمو ناروتو ナルトの成長                              | 17 مايو 2007       |
| 15    | اسم السلاح السري...! 隠し玉 名付けて...!             | 24 مايو 2007       |
| 16    | سر الجينشوركي 人柱力の秘密                           | 31 مايو 2007       |
| 17    | موت غارا! 我愛羅死す!                                | 7 يونيو 2007       |
| 18    | الاقتحام! دخول زر الخطاف 突入!ボタンフックエントリー | 21 يونيو 2007      |
| 19    | تفعيل الفخاخ! أعداء فريق غاي 罠作動!ガイ班の敵       | 5 يوليو 2007       |
| 20    | هيروكو ضد اثنان من الكونيوتشي ヒルコVS二人の女忍者   | 19 يوليو 2007      |
| 21    | وجه ساسوري الحقيقي サソリの素顔                      | 26 يوليو 2007      |
| 22    | ورقة تشيو الرابحة チヨの奥の手                       | 2 أغسطس 2007       |
| 23    | "الأب" و"الأم" 「父」と「母」                        | 2 أغسطس 2007       |
| 24    | الكازيكاغي الثالث 三代目風影                         | 9 أغسطس 2007       |
| 25    | ثلاث دقائق بين الحياة والموت 生と死の三分間          | 16 أغسطس 2007      |
| 26    | قتال الدمى: 10 ضد 100 十機vs百機                     | 23 أغسطس 2007      |
| 27    | حلم مستحيل 叶わぬ夢                                  | 30 أغسطس 2007      |
| 28    | الوحوش: حية مجددًا 蘇る獣たち                         | 13 سبتمبر 2007     |
| 29    | فتح عين كاكاشي! カカシ開眼!                          | 27 سبتمبر 2007     |
| 30    | جماليات هذه اللحظة 瞬間の美学                        | 13 سبتمبر 2007     |
| 31    | الإرث 継がれゆくもの                                 | 18 أكتوبر 2007     |
| 32    | عودة الكازيكاغي 風影の帰還                           | 25 أكتوبر 2007     |

## الموسم الثاني: 2007-2008
| الرقم | عنوان الحلقة                                | تاريخ العرض الأصلي |
| ----- | ------------------------------------------- | ------------------ |
| 33    | الهدف الجديد 新たなる目標                   | 8 نوفمبر 2007      |
| 34    | التشكيل! فريق كاكاشي الجديد 結成!新カカシ班 | 15 نوفمبر 2007     |
| 35    | إضافة غير ضرورية 画蛇添足                   | 22 نوفمبر 2007     |
| 36    | الابتسامة المزيفة 偽りの笑顔                | 29 نوفمبر 2007     |
| 37    | بدون عنوان 無題                             | 29 نوفمبر 2007     |
| 38    | محاكاة التدريب على القتال 模擬戦闘訓練      | 6 ديسمبر 2007      |
| 39    | جسر السماء والأرض 天地橋                    | 13 ديسمبر 2007     |
| 40    | إطلاق عنان ذي التسعة ذيول 九尾解放!         | 20 ديسمبر 2007     |
| 41    | بدأ المهمة السرية العليا 極秘任務スタート   | 20 ديسمبر 2007     |
| 42    | أوروتشيمارو ضد جينشوركي 大蛇丸VS人柱力      | 10 يناير 2008      |
| 43    | دموع ساكورا サクラの涙                      | 17 يناير 2008      |
| 44    | سر المعركة 戦いの顛末                       | 24 يناير 2008      |
| 45    | عواقب الخيانة 裏切りの果て                  | 31 يناير 2008      |
| 46    | الصفحة غير المكتملة 未完の頁                | 7 فبراير 2008      |
| 47    | التسلل! وكر الأفاعي! 潜入!毒蛇の巣窟        | 14 فبراير 2008     |
| 48    | روابط つながり                              | 28 فبراير 2008     |
| 49    | شيء مهم 大切なモノ                          | 6 مارس 2008        |
| 50    | قصة كتاب الصور 絵本が語る物語               | 13 مارس 2008       |
| 51    | جمع الشمل 再会                              | 20 مارس 2008       |
| 52    | قوة الأوتشيها うちはの力                    | 20 مارس 2008       |
| 53    | لقب 題名                                    | 3 أبريل 2008       |

## الموسم الثالث: 2008
| الرقم | عنوان الحلقة                           | تاريخ العرض الأصلي |
| ----- | -------------------------------------- | ------------------ |
| 54    | كابوس 悪夢                             | 3 أبريل 2008       |
| 55    | الرياح 旋風                            | 17 أبريل 2008      |
| 56    | الالتواء うごめく                      | 24 أبريل 2008      |
| 57    | الحرمان من النوم الأبدي 奪われた永眠り | 8 مايو 2008        |
| 58    | الوحدة 孤独                            | 8 مايو 2008        |
| 59    | عدو جديد 新たな敵                      | 15 مايو 2008       |
| 60    | عدم الاستقرار 有為転変                 | 22 مايو 2008       |
| 61    | الاتصال 接触                           | 29 مايو 2008       |
| 62    | الزميل チームメイト                    | 5 يونيو 2008       |
| 63    | الملكان 二つの玉                       | 19 يونيو 2008      |
| 64    | إشارات نار سوداء طائرة 漆黒の狼煙      | 3 يوليو 2008       |
| 65    | قفل الظلام 暗黒の施錠                  | 3 يوليو 2008       |
| 66    | أرواح مبعوثة 黄泉がえる魂              | 10 يوليو 2008      |
| 67    | نضال كل واحد それぞれの死闘            | 24 يوليو 2008      |
| 68    | لحظة الصحوة 目覚めの刻                 | 31 يوليو 2008      |
| 69    | اليأس 絶望                             | 31 يوليو 2008      |
| 70    | الصدى 共鳴                             | 7 أغسطس 2008       |
| 71    | صديقي 友よ                             | 14 أغسطس 2008      |

## الموسم الرابع: 2008
| الرقم | عنوان الحلقة                                     | تاريخ العرض الأصلي |
| ----- | ------------------------------------------------ | ------------------ |
| 72    | الخطر الزاحف 忍び寄る脅威                        | 21 أغسطس 2008      |
| 73    | غزو الأكاتسوكي “暁”侵攻                          | 28 أغسطس 2008      |
| 74    | تحت أضواء النجوم 星空の下で                      | 4 سبتمبر 2008      |
| 75    | صلاة الراهب القديم 老僧の祈り                    | 11 سبتمبر 2008     |
| 76    | المرحلة المقبلة 次なる段階                       | 25 سبتمبر 2008     |
| 77    | العصا الفضية 棒銀                                | 25 سبتمبر 2008     |
| 78    | الحكم الصادر 下された裁き                        | 2 أكتوبر 2008      |
| 79    | الصرخة التي لا تصل 届かぬ絶叫                    | 2 أكتوبر 2008      |
| 80    | الكلمات الأخيرة 最期の言葉                       | 16 أكتوبر 2008     |
| 81    | الأخبار المحزنة 悲しき報せ                       | 23 أكتوبر 2008     |
| 82    | الفريق 10 第十班                                 | 30 أكتوبر 2008     |
| 83    | القبض على الهدف 標的捕捉                         | 6 نوفمبر 2008      |
| 84    | قدرات كاكوزو 角都の能力                          | 13 نوفمبر 2008     |
| 85    | السر المرعب 恐るべき秘密                         | 20 نوفمبر 2008     |
| 86    | عبقرية شيكامارو シカマルの才                     | 4 ديسمبر 2008      |
| 87    | عندما تلعن شخصًا، فإنك تحفر قبرك 人を呪わば穴二つ | 4 ديسمبر 2008      |
| 88    | عنصر الرياح: راسين شوريكن! 風遁·螺旋手裏剣!      | 11 ديسمبر 2008     |

## الموسم الخامس: 2008-2009
| الرقم | عنوان الحلقة                                | تاريخ العرض الأصلي |
| ----- | ------------------------------------------- | ------------------ |
| 89    | ثمن القوة 力の代償                          | 18 ديسمبر 2008     |
| 90    | قرار شينوبي 忍の決意                        | 25 ديسمبر 2008     |
| 91    | اكتشاف مخبأ أوروتشيمارو 発見 大蛇丸のアジト | 8 يناير 2009       |
| 92    | اللقاء 遭遇                                 | 15 يناير 2009      |
| 93    | القلوب المتصلة 通い合う心                   | 22 يناير 2009      |
| 94    | ليلة ممطرة 雨一夜                           | 29 يناير 2009      |
| 95    | الفاتنان ふたつのお守り                     | 5 فبراير 2009      |
| 96    | العدو الخفي 見えざる敵                      | 12 فبراير 2009     |
| 97    | متاهة الانعكاس المشوه 乱反射の迷宮          | 19 فبراير 2009     |
| 98    | ظهور الهدف 現れた標的                       | 26 فبراير 2009     |
| 99    | الوحش المذيل الهائج 荒れ狂う尾獣            | 5 مارس 2009        |
| 100   | داخل الضباب 霧の中で                        | 12 مارس 2009       |
| 101   | مشاعر كل شخص それぞれの想い                 | 26 مارس 2009       |
| 102   | إعادة تنظيم! 再編成!                        | 26 مارس 2009       |
| 103   | حاجز ختم الزوايا الأربع 結界四方封陣        | 9 أبريل 2009       |
| 104   | تحطيم فن الكريستال 晶遁崩し                 | 9 أبريل 2009       |
| 105   | معركة الحاجز 結界攻防戦                     | 16 أبريل 2009      |
| 106   | الكاميليا الحمراء 赤い椿                    | 23 أبريل 2009      |
| 107   | مرافقون غرباء 呉越同舟                      | 30 أبريل 2009      |
| 108   | لافتة الكاميليا 椿の道標                    | 7 مايو 2009        |
| 109   | الهجوم المضاد من الختمة الملعونة 呪印の逆襲 | 14 مايو 2009       |
| 110   | ذكرى الجريمة 罪の記憶                       | 21 مايو 2009       |
| 111   | وعد محطم 砕かれた約束                       | 28 مايو 2009       |
| 112   | مكان للعودة 帰るべき場所                    | 4 يونيو 2009       |

## الموسم السادس: 2009-2010
| الرقم | عنوان الحلقة                                                                               | تاريخ العرض الأصلي |
| ----- | ------------------------------------------------------------------------------------------ | ------------------ |
| 113   | بؤبؤ الأفعى 大蛇の瞳孔                                                                     | 11 يونيو 2009      |
| 114   | عين الصقر 鷹の瞳                                                                           | 18 يونيو 2009      |
| 115   | نصل زابوزا 再不斬の大刀                                                                    | 25 يونيو 2009      |
| 116   | حراس الحائط الحديدي 鉄壁の番人                                                             | 2 يوليو 2009       |
| 117   | جوغو من المخبأ الشمالي 北アジトの重吾                                                      | 9 يوليو 2009       |
| 118   | التشكيل 結成                                                                               | 23 يوليو 2009      |
| 119   | سجلات كاكاشي ~ حياة الأولاد على ساحة المعركة ~ الجزء الأول ド根性忍伝～自来也忍法帖～前編  | 30 يوليو 2009      |
| 120   | سجلات كاكاشي ~ حياة الأولاد على ساحة المعركة ~ الجزء الثاني ド根性忍伝～自来也忍法帖～後編 | 30 يوليو 2009      |
| 121   | التجمع 動き出すものたち                                                                    | 6 أغسطس 2009       |
| 122   | البحث 探索                                                                                 | 13 أغسطس 2009      |
| 123   | الاشتباك! 激突!                                                                            | 20 أغسطس 2009      |
| 124   | الفن 芸術                                                                                  | 27 أغسطس 2009      |
| 125   | الاختفاء 消失                                                                              | 3 سبتمبر 2009      |
| 126   | الشفق 黄昏                                                                                 | 10 سبتمبر 2009     |
| 127   | قصص النينجا الشجاع ~ لفافة النينجا لجيرايا ~ الجزء الأول ド根性忍伝～自来也忍法帖～前編    | 24 سبتمبر 2009     |
| 128   | قصص النينجا الشجاع ~ لفافة النينجا لجيرايا ~ الجزء الثاني ド根性忍伝～自来也忍法帖～後編   | 24 سبتمبر 2009     |
| 129   | التسلل! قرية المطر المخفية 潜入! 雨隠れの里                                                | 8 أكتوبر 2009      |
| 130   | الرجل الذي أصبح إلهًا 神となった男                                                          | 8 أكتوبر 2009      |
| 131   | نمط الناسك المكرم 発動! 仙人モード                                                         | 15 أكتوبر 2009     |
| 132   | الحضور، مسارات باين الستة ペイン六道、見参                                                 | 22 أكتوبر 2009     |
| 133   | قصة جيرايا الشجاع 自来也豪傑物語                                                           | 29 أكتوبر 2009     |
| 134   | دعوة إلى وليمة 宴への誘い                                                                  | 5 نوفمبر 2009      |
| 135   | اللحظة الأطول 長き瞬間の中で...                                                            | 19 نوفمبر 2009     |
| 136   | نور وظلام المانغكيو شارينغان 万華鏡写輪眼の光と闇                                          | 19 نوفمبر 2009     |
| 137   | أماتيراسو 天照                                                                             | 26 نوفمبر 2009     |
| 138   | النهاية 終焉                                                                               | 3 ديسمبر 2009      |
| 139   | غموض توبي トビの謎                                                                         | 10 ديسمبر 2009     |
| 140   | المصير 因縁                                                                                | 17 ديسمبر 2009     |
| 141   | الحقيقة 真実                                                                               | 24 ديسمبر 2009     |
| 142   | معركة وديان سحابة البرق 雲雷峡の闘い                                                       | 7 يناير 2010       |
| 143   | "ساسكي ضد ذي الثمانية ذيول" 「八尾」対「サスケ」                                           | 14 يناير 2010      |

## الموسم السابع: 2010
| الرقم | عنوان الحلقة                      | تاريخ العرض الأصلي |
| ----- | --------------------------------- | ------------------ |
| 144   | المتشرد 風来坊                    | 21 يناير 2010      |
| 145   | وريث التقنية المحرمة 禁術の継承者 | 28 يناير 2010      |
| 146   | رغبة الوريث 継承者の想い          | 4 فبراير 2010      |
| 147   | ماضي النينجا المارق 抜け忍の過去  | 11 فبراير 2010     |
| 148   | وريث الظلام 闇の後継者            | 18 فبراير 2010     |
| 149   | الانفصال 別離                     | 25 فبراير 2010     |
| 150   | إطلاق التقنية المحرمة 禁術発動    | 4 مارس 2010        |
| 151   | المعلم والتلميذ 師弟              | 11 مارس 2010       |

## الموسم الثامن: 2010
| الرقم   | عنوان الحلقة                                                                   | تاريخ العرض الأصلي |
| ------- | ------------------------------------------------------------------------------ | ------------------ |
| 152     | أخبار محزنة 悲報                                                               | 25 مارس 2010       |
| 153     | اتباع خطى المعلم 師の影を追って                                                | 25 مارس 2010       |
| 154     | فك الشفرة 暗号解読                                                             | 8 أبريل 2010       |
| 155     | التحدي الأول 第一の課題                                                        | 8 أبريل 2010       |
| 156     | تخطي المعلم 師を超えるとき                                                     | 15 أبريل 2010      |
| 157     | الهجوم على قرية الورق 木ノ葉襲撃!                                              | 22 أبريل 2010      |
| 158     | قوة الإيمان 信じる力                                                           | 29 أبريل 2010      |
| 159     | باين ضد كاكاشي ペインvsカカシ                                                  | 6 مايو 2010        |
| 160     | غموض باين ペインの謎                                                           | 13 مايو 2010       |
| 161     | لقبي هو ساروتوبي. اسمي هو كونوهامارو 姓は猿飛、名は木ノ葉丸                    | 20 مايو 2010       |
| 162     | الألم للعالم 世界に痛みを                                                      | 27 مايو 2010       |
| 163     | الانفجار! نمط الناسك 爆発! 仙人モード                                          | 3 يونيو 2010       |
| 164     | خطر! وصل نمط الناسك للحد الأقصى 危機! 消えた仙人モード                         | 10 يونيو 2010      |
| 165     | الإمساك بذي التسعة ذيول 九尾捕獲完了                                           | 17 يونيو 2010      |
| 166     | اعترافات 告白                                                                  | 24 يونيو 2010      |
| 167     | بداية الكارثة 地爆天星                                                         | 1 يوليو 2010       |
| 168     | الهوكاغي الرابع 四代目火影                                                     | 15 يوليو 2010      |
| 169     | التلميذان ふたりの弟子                                                         | 22 يوليو 2010      |
| 170-171 | مغامرة كبيرة! البحث عن تراث الهوكاغي الرابع (جزئان) 大冒険! 四代目の遺産を探せ | 29 يوليو 2010      |
| 172     | اللقاء 出逢い                                                                  | 5 أغسطس 2010       |
| 173     | أصل باين ペイン誕生                                                            | 12 أغسطس 2010      |
| 174     | قصة ناروتو أوزوماكي うずまきナルト物語                                         | 19 أغسطس 2010      |
| 175     | بطل الورق المخفية 木ノ葉の英雄                                                 | 26 أغسطس 2010      |

## الموسم التاسع: 2010-2011
| الرقم | عنوان الحلقة                                        | تاريخ العرض الأصلي |
| ----- | --------------------------------------------------- | ------------------ |
| 176   | إيروكا المعلم المبتدئ 新米教師イルカ                | 2 سبتمبر 2010      |
| 177   | محنة إيروكا イルカの試練                            | 9 سبتمبر 2010      |
| 178   | قرار إيروكا イルカの決意                            | 16 سبتمبر 2010     |
| 179   | كاكاشي هاتاكي، الجونين المسوؤل 担当上忍はたけカカシ | 30 سبتمبر 2010     |
| 180   | شجاعة إيناري تحت الاختبار イナリ、試される勇気      | 7 أكتوبر 2010      |
| 181   | مدرسة انتقام ناروتو ナルト、仇討ち指南塾            | 14 أكتوبر 2010     |
| 182   | رابطة غارا 我愛羅『絆』                             | 21 أكتوبر 2010     |
| 183   | ناروتو: الخروج عن السيطرة ナルト・アウトブレイク    | 28 أكتوبر 2010     |
| 184   | انتشار! فريق تن تن 出撃! テンテン班                 | 4 نوفمبر 2010      |
| 185   | منطقة حيوان アニマル番外地                          | 11 نوفمبر 2010     |
| 186   | آه، دواء الشباب ああ、青春の漢方丸                  | 18 نوفمبر 2010     |
| 187   | المعلم الشجاع والتلميذ: التدريب ド根性師弟修業編    | 25 نوفمبر 2010     |
| 188   | سجل معلم النينجا الشجاع والتلميذ ド根性師弟忍風録   | 25 نوفمبر 2010     |
| 189   | موسوعة مخالب ساسكي サスケの肉球大全                 | 2 ديسمبر 2010      |
| 190   | ناروتو والمحارب القديم ナルトと老兵                 | 9 ديسمبر 2010      |
| 191   | قصة حب كاكاشي カカシ恋歌                            | 16 ديسمبر 2010     |
| 192   | سجلات نيجي ネジ外伝                                 | 23 ديسمبر 2010     |
| 193   | الرجل الذي مات مرتين 二度死んだ男                   | 6 يناير 2011       |
| 194   | أسوأ ثلاثة في سباق الأرجل 最悪の二人三脚            | 13 يناير 2011      |
| 195   | عمل الفريق العاشر الجماعي 連携、第十班              | 20 يناير 2011      |
| 196   | التوجه نحو الظلام 闇への疾走                        | 27 يناير 2011      |

## الموسم العاشر: 2011
| الرقم | عنوان الحلقة                                         | تاريخ العرض الأصلي |
| ----- | ---------------------------------------------------- | ------------------ |
| 197   | دانزو الهوكاغي السادس 六代目火影ダンゾウ             | 10 فبراير 2011     |
| 198   | عشية اجتماع الكاغي الخمسة 五影会談前夜               | 10 فبراير 2011     |
| 199   | دخول الكاغي الخمسة 五影登場!                         | 17 فبراير 2011     |
| 200   | نداء ناروتو ナルトの嘆願                             | 24 فبراير 2011     |
| 201   | قرار صعب 苦渋の決断                                  | 3 مارس 2011        |
| 202   | سباق البرق 疾走る雷                                  | 10 مارس 2011       |
| 203   | طريقة ساسكي في النينجا サスケの忍道                  | 17 مارس 2011       |
| 204   | قوة الكاغي الخمسة 五影の実力                         | 24 مارس 2011       |
| 205   | إعلان الحرب 宣戦布告                                 | 31 مارس 2011       |
| 206   | مشاعر ساكورا サクラの想い                            | 7 أبريل 2011       |
| 207   | وحش مذيل ضد وحش أبتر (عديم الذيل) 尾獣VS尾のない尾獣 | 14 أبريل 2011      |
| 208   | كصديق حميم 親友として                                | 21 أبريل 2011      |
| 209   | ذراع دانزو اليمنى ダンゾウの右腕                     | 28 أبريل 2011      |
| 210   | التقنية البصرية المحرمة 禁じられた瞳術               | 5 مايو 2011        |
| 211   | دانزو شيمورا 志村ダンゾウ                            | 12 مايو 2011       |
| 212   | حل ساكورا サクラの覚悟                               | 19 مايو 2011       |
| 213   | علاقات مفقودة 失われた絆                             | 26 مايو 2011       |
| 214   | العبء 背負うべき重荷                                 | 2 يونيو 2011       |
| 215   | مصيران 宿命のふたり                                  | 9 يونيو 2011       |
| 216   | الشينوبي ذو المستوى العالي 一流の忍                  | 16 يونيو 2011      |
| 217   | المتسلل 潜入者                                       | 23 يونيو 2011      |
| 218   | حشد الأمم الخمس العظمى 動き出す大国                  | 30 يونيو 2011      |
| 219   | كاكاشي هاتاكي الهوكاغي 火影はたけカカシ              | 7 يوليو 2011       |
| 220   | نبوءة ناسك الضفادع الكبير 大ガマ仙人の予言           | 21 يوليو 2011      |
| 221   | التخزين 蔵入り                                       | 28 يوليو 2011      |

## الموسم الحادي عشر: 2011
| الرقم | عنوان الحلقة                                             | تاريخ العرض الأصلي |
| ----- | -------------------------------------------------------- | ------------------ |
| 222   | قرار الكاغي الخمسة 五影の決断                            | 28 يوليو 2011      |
| 223   | الشاب والبحر 青年と海                                    | 4 أغسطس 2011       |
| 224   | النينجا من بينسو 紅州の商忍                              | 11 أغسطس 2011      |
| 225   | سفينة الأشباح الملعونة 呪われた幽霊船                    | 18 أغسطس 2011      |
| 226   | جزيرة السفن الحربية 戦艦の島                             | 25 أغسطس 2011      |
| 227   | الجزيرة المنسية 忘却の島                                 | 1 سبتمبر 2011      |
| 228   | قاتل! روك لي! 闘えロック・リー!                          | 8 سبتمبر 2011      |
| 229   | كل أو مت! فطر من الجحيم! 食うか食われるか!踊るキノコ地獄 | 22 سبتمبر 2011     |
| 230   | انتقام نسخ الظل 影の逆襲                                 | 29 سبتمبر 2011     |
| 231   | الطريق المغلق 閉ざされた航路                             | 6 أكتوبر 2011      |
| 232   | اجتماع الفتيات معًا 木ノ葉の女子会                        | 13 أكتوبر 2011     |
| 233   | ناروتو المحتال 参上、偽?ナルト                           | 20 أكتوبر 2011     |
| 234   | تلميذ ناروتو المفضل ナルトの愛弟子                       | 27 أكتوبر 2011     |
| 235   | فتاة النينجا من قرية ناديشيكو 撫子のくノ一               | 3 نوفمبر 2011      |
| 236   | أصدقاء يُعتمَد عليهم 仲間の背中                            | 10 نوفمبر 2011     |
| 237   | آه، بطلتي السيدة تسونادي ああ、憧れの綱手様              | 24 نوفمبر 2011     |
| 238   | يوم عطلة ساي サイの休息                                  | 1 ديسمبر 2011      |
| 239   | أسطورة إينو-شيكا-تشو 伝説の猪鹿蝶                        | 8 ديسمبر 2011      |
| 240   | عزم كيبا キバの決意                                      | 15 ديسمبر 2011     |
| 241   | كاكاشي، منافسي الأبدي! カカシ、我が永遠のライバルよ      | 22 ديسمبر 2011     |
| 242   | قَسَم ناروتو ナルトの誓い                                  | 29 ديسمبر 2011     |

## الموسم الثاني عشر: 2012
| الرقم | عنوان الحلقة                                                         | تاريخ العرض الأصلي |
| ----- | -------------------------------------------------------------------- | ------------------ |
| 243   | أرض أهوي! هل هذه جزيرة الجنة؟ 上陸! 楽園の島?                        | 5 يناير 2012       |
| 244   | كيلر بي وموتوي キラービーとモトイ                                    | 12 يناير 2012      |
| 245   | التحدي التالي! ناروتو ضد ذو التسعة ذيول さらなる試練! ナルトVS九尾!! | 19 يناير 2012      |
| 246   | الوهج البرتقالي オレンジ色の輝き                                     | 26 يناير 2012      |
| 247   | الهدف: ذو التسعة ذيول 狙われた九尾                                   | 2 فبراير 2012      |
| 248   | قتال الهوكاغي الرابع المميت! 四代目の死闘!!                          | 9 فبراير 2012      |
| 249   | "شكرًا لك" 「ありがとう」                                             | 9 فبراير 2012      |
| 250   | المعركة في الجنة! الوحش الغريب ضد الوحش 珍獣VS怪人! 楽園の戦い!      | 16 فبراير 2012     |
| 251   | الرجل الذي يدعى كيسامي 鬼鮫という男                                  | 23 فبراير 2012     |
| 252   | ملاك الموت 死へいざなう天使                                          | 1 مارس 2012        |
| 253   | جسر للسلام 平和への懸け橋                                            | 8 مارس 2012        |
| 254   | المهمة السرية العليا رتبة إس ドS級極秘任務                           | 15 مارس 2012       |
| 255   | عودة الفنان 芸術家再び                                               | 22 مارس 2012       |
| 256   | التجمع! قوات النينجا المتحالفة! 集結! 忍連合軍!                      | 29 مارس 2012       |
| 257   | اللقاء 出会い                                                        | 5 أبريل 2012       |
| 258   | المنافسون ライバル                                                   | 12 أبريل 2012      |
| 259   | الصدع 亀裂                                                           | 19 أبريل 2012      |
| 260   | الانفصال 離別                                                        | 26 أبريل 2012      |
| 261   | لأجل صديق 友のために                                                 | 3 مايو 2012        |
| 262   | اندلاع الحرب 開戦                                                    | 10 مايو 2012       |
| 263   | ساي وشين サイとシン                                                  | 17 مايو 2012       |
| 264   | أسرار تقنية الإحياء 穢土転生の秘密                                   | 24 مايو 2012       |
| 265   | عودة عدو قديم 宿敵との再会                                           | 31 مايو 2012       |
| 266   | المنافس الأول والأخير 最初の敵, 最後の敵                             | 7 يونيو 2012       |
| 267   | المستشار العسكري العبقري من قرية الورق 木ノ葉の天才軍師              | 21 يونيو 2012      |
| 268   | ساحة المعركة それぞれの激戦!!                                        | 28 يونيو 2012      |
| 269   | كلمات محرمة NGワード                                                 | 5 يوليو 2012       |
| 270   | روابط ذهبية 金色の絆                                                 | 19 يوليو 2012      |
| 271   | الطريق إلى ساكورا Road to Sakura                                     | 26 يوليو 2012      |
| 272   | ميفون ضد هانزو ミフネVS半蔵                                          | 2 أغسطس 2012       |
| 273   | طفولة حقيقية 本当 の優しさ                                           | 9 أغسطس 2012       |
| 274   | تشكيلة إينو-شيكا-تشو الكاملة! 完璧な猪鹿蝶!!                         | 9 أغسطس 2012       |
| 275   | رسالة في القلب 心の中の手紙                                          | 16 أغسطس 2012      |

## الموسم الثالث عشر: 2012-2013
| الرقم | عنوان الحلقة                                                           | تاريخ العرض الأصلي |
| ----- | ---------------------------------------------------------------------- | ------------------ |
| 276   | هجوم تمثال الغيدو 外道魔像の襲来                                       | 23 أغسطس 2012      |
| 277   | علامة الانسجام 和解の印                                                | 30 أغسطس 2012      |
| 278   | النينجا الطبية في خطر 狙われた医療忍者                                 | 6 سبتمبر 2012      |
| 279   | فخ زيتسو الأبيض 白ゼツの罠                                             | 13 سبتمبر 2012     |
| 280   | جماليات الفنان 芸術家の美学                                            | 20 سبتمبر 2012     |
| 281   | قوات تحالف الأمهات 母ちゃん連合軍!!                                    | 27 سبتمبر 2012     |
| 282   | النشأة السرية للفريق الثنائي الأقوى 秘話・最強タッグ!                  | 4 أكتوبر 2012      |
| 283   | شمسان 二つの太陽!!                                                     | 11 أكتوبر 2012     |
| 284   | مقسم الخوذة: جينين أكيبينو! 兜割! 通草野餌人                           | 18 أكتوبر 2012     |
| 285   | مستخدمة أسلوب الحرق! باكورا من الرمال المخفية 灼遁使い! 砂隠れのパクラ | 25 أكتوبر 2012     |
| 286   | أشياء لا يمكن استعادتها 取り戻せないもの                               | 1 نوفمبر 2012      |
| 287   | قيمة واحدة مُراهَن عليها 賭けるに値する者                                | 1 نوفمبر 2012      |
| 288   | خطر: جينباتشي وكوشيمارو! 脅威、甚八・串丸コンビ!!                      | 8 نوفمبر 2012      |
| 289   | سيف البرق!! أميوري رينغو 雷刀!! 林檎雨由利                             | 15 نوفمبر 2012     |
| 290   | حلقة القوة 1 力-Chikara-episode 1                                      | 22 نوفمبر 2012     |
| 291   | حلقة القوة 2 力-Chikara-episode 2                                      | 29 نوفمبر 2012     |
| 292   | حلقة القوة 3 力-Chikara-episode 3                                      | 6 ديسمبر 2012      |
| 293   | حلقة القوة 4 力-Chikara-episode 4                                      | 13 ديسمبر 2012     |
| 294   | حلقة القوة 5 力-Chikara - episode 5                                    | 20 ديسمبر 2012     |
| 295   | حلقة القوة الأخيرة 力-Chikara - episode Final                          | 10 يناير 2013      |

## الموسم الرابع عشر: 2013
| الرقم | عنوان الحلقة                                                 | تاريخ العرض الأصلي |
| ----- | ------------------------------------------------------------ | ------------------ |
| 296   | ناروتو ينضم للحرب!! ナルト, 参戦!!                           | 17 يناير 2013      |
| 297   | شعور أب، حب أم 父の想い, 母の愛                              | 24 يناير 2013      |
| 298   | أخيرًا تقابلا!! ناروتو ضد إيتاتشي ついに接触!! ナルトVSイタチ | 31 يناير 2013      |
| 299   | المُعترف به 認められし者                                      | 7 فبراير 2013      |
| 300   | الميزوكاغي، الحلزون العظيم، وسراب 水影と蜃と蜃気楼           | 14 فبراير 2013     |
| 301   | تناقض 矛盾                                                   | 21 فبراير 2013     |
| 302   | رعب: عفريت البخار 恐怖・蒸危暴威                             | 28 فبراير 2013     |
| 303   | أشباح من الماضي 過去の亡霊                                   | 7 مارس 2013        |
| 304   | تقنية نقل العالم السفلي 黄泉転身の術                         | 14 مارس 2013       |
| 305   | الحاقد 復讐者                                                | 21 مارس 2013       |
| 306   | عين القلب 心の目                                             | 28 مارس 2013       |
| 307   | التلاشي في ضوء القمر 月光に消ゆ                              | 4أبريل 2013        |
| 308   | ليلة هلال القمر 三日月の夜                                   | 11 أبريل 2013      |
| 309   | مهمة رتبة أ: المسابقة A級任務・御膳試合                      | 18 أبريل 2013      |
| 310   | سقوط القلعة 落城                                             | 25 أبريل 2013      |
| 311   | مقدمة الطريق إلى النينجا Prologue of Road to Ninja           | 2 مايو 2013        |
| 312   | الرجل الكبير وعين التنين 老人と龍の目                        | 9 مايو 2013        |
| 313   | المطر المصحوب بالجليد، مع فرصة للبرق 雨のち雪, ときどき雷    | 16 مايو 2013       |
| 314   | حمامات الشمس المحزنة 悲しい天気雨                            | 23 مايو 2013       |
| 315   | الجليد الطويل 名残雪                                         | 30 مايو 2013       |
| 316   | إحياء القوات المتحالفة!! 穢土転生連合軍!!                    | 6 يونيو 2013       |
| 317   | شينو ضد توريني!! シノVSトルネ!!                              | 13 يونيو 2013      |
| 318   | حفرة في القلب - الجينشوركي الآخر 心の穴・もう一人の人柱力    | 20 يونيو 2013      |
| 319   | الروح الساكنة داخل دمية 傀儡に宿る魂                         | 27 يونيو 2013      |
| 320   | اركض يا أوموي 走れオモイ                                     | 4 يوليو 2013       |

## الموسم الخامس عشر: 2013-2014
| الرقم | عنوان الحلقة                                                   | تاريخ العرض الأصلي |
| ----- | -------------------------------------------------------------- | ------------------ |
| 321   | وصول التعزيزات 増援到着                                        | 18 يوليو 2013      |
| 322   | مادارا أوتشيها うちはマダラ                                    | 25 يوليو 2013      |
| 323   | تجمع الكاغي الخمسة...!! 五影集結...!!                          | 1 أغسطس 2013       |
| 324   | القناع المتين والفقاعات البارزة 割れない仮面・割れたシャボン玉 | 8 أغسطس 2013       |
| 325   | جينشوركي ضد جينشوركي!! 人柱力VS人柱力!!                        | 15 أغسطس 2013      |
| 326   | ذو الأربعة ذيول: ملك القرود الحكيمة 四尾・仙猿の王             | 22 أغسطس 2013      |
| 327   | ذو التسعة ذيول (الكيوبي) 九尾                                  | 29 أغسطس 2013      |
| 328   | كوراما 九喇嘛                                                  | 29 أغسطس 2013      |
| 329   | فريق ثنائي ツーマンセル                                        | 5 سبتمبر 2013      |
| 330   | وعد النصر 勝利への予言                                         | 12 سبتمبر 2013     |
| 331   | العيون التي ترى في الظلام 闇を見る眼                           | 19 سبتمبر 2013     |
| 332   | إرادة الصخر 石の意志                                           | 26 سبتمبر 2013     |
| 333   | خطورة تقنية إعادة الإحياء 穢土転生のリスク                     | 3 أكتوبر 2013      |
| 334   | فريق ثنائي الأشقاء 兄弟共闘                                    | 10 أكتوبر 2013     |
| 335   | قرية الورق للجميع 互いの木ノ葉                                 | 24 أكتوبر 2013     |
| 336   | كابوتو ياكوشي 薬師カブト                                       | 31 أكتوبر 2013     |
| 337   | التفعيل: الإيزانامي 発動・イザナミ                             | 7 نوفمبر 2013      |
| 338   | الإيزاناغي والإيزانامي イザナギとイザナミ                      | 14 نوفمبر 2013     |
| 339   | سأظل أحبك دائمًا お前をずっと愛している                         | 21 نوفمبر 2013     |
| 340   | تقنية الإحياء: إطلاق 穢土転生・解                              | 28 نوفمبر 2013     |
| 341   | عودة أوروتشيمارو 復活! 大蛇丸                                  | 5 ديسمبر 2013      |
| 342   | سر النينجتسو الزمكاني 時空間忍術の秘密                         | 12 ديسمبر 2013     |
| 343   | من أنت!! てめーは誰だ!!                                        | 19 ديسمبر 2013     |
| 344   | أوبيتو ومادارا オビトとマダラ                                  | 9 يناير 2014       |
| 345   | أنا في الجحيم オレは地獄に居る                                 | 16 يناير 2014      |
| 346   | عالم الأحلام 夢の世界                                          | 23 يناير 2014      |
| 347   | ظل زاحف 忍び寄る影                                             | 23 يناير 2014      |
| 348   | تأسيس: "الأكاتسوكي" 新生・“暁”                                 | 30 يناير 2014      |

## الموسم السادس عشر: 2014
| الرقم | عنوان الحلقة                               | تاريخ العرض الأصلي |
| ----- | ------------------------------------------ | ------------------ |
| 349   | القناع الذي يخفي القلب 心を隠す面          | 6 فبراير 2014      |
| 350   | موت ميناتو ミナトの死                      | 13 فبراير 2014     |
| 351   | خلايا هاشيراما 柱間細胞                    | 20 فبراير 2014     |
| 352   | النينجا الهارب: أوروتشيمارو 抜け忍・大蛇丸 | 27 فبراير 2014     |
| 353   | اختبار أوروتشيمارو (大蛇丸の実験体)        | 6 مارس 2014        |
| 354   | مساراتهم الخاصة (それぞれの道)             | 6 مارس 2014        |
| 355   | الشارينغان المستهدفة (狙われた写輪眼)      | 13مارس 2014        |
| 356   | شينوبي كونوها 木ノ葉の忍                   | 20 مارس 2014       |
| 357   | أنبو الأوتشيها (暗部のうちは)              | 3 أبريل 2014       |
| 358   | الانقلاب (クーデター)                      | 10 أبريل 2014      |
| 359   | ليلة المأساة (惨劇の夜)                    | 17 أبريل 2014      |
| 360   | الجونِن القائد (担当上忍)                   | 24 أبريل 2014      |
| 361   | الفريق السابع (第七班)                     | 8 مايو 2014        |

## الموسم السابع عشر: 2014
| الرقم | عنوان الحلقة                                                           | تاريخ العرض الأصلي |
| ----- | ---------------------------------------------------------------------- | ------------------ |
| 362   | قرار كاكاشي (カカシの決意)                                             | 15 مايو 2014       |
| 363   | جوتسو قوات الشينوبي المتحالفة شينوبي رينغوغون نو جوتسو (忍連合軍の術!) | 22 مايو 2014       |
| 364   | الروابط التي تشتد (繋がれるもの)                                       | 5 يونيو 2014       |
| 365   | أولئك الذين يرقصون في الظلال (忍び舞う者たち 其ノ弐)                   | 12 يونيو 2014      |
| 366   | الأشخاص الذين يعرفون كل شيء (悪に憑かれた一族)                         | 19 يونيو 2014      |
| 367   | هاشيراما ومادارا (柱間とマダラ)                                        | 3 يوليو 2014       |
| 368   | فترة سينغوكو (戦国時代)                                                | 10 يوليو 2014      |
| 369   | حلمي الحقيقي (本当の夢)                                                | 24 يوليو 2014      |
| 370   | إجابة ساسكي (サスケの答え)                                             | 31 يوليو 2014      |
| 371   | الثقب (風穴)                                                           | 7 أغسطس 2014       |
| 372   | ما يملأ الثقب (埋めるもの)                                             | 14 أغسطس 2014      |

## الموسم الثامن عشر: 2014
| الرقم | عنوان الحلقة                                   | تاريخ العرض الأصلي |
| ----- | ---------------------------------------------- | ------------------ |
| 373   | اجتماع الفريق السابع (第七班、集結!!)          | 21 أغسطس 2014      |
| 374   | ثلاثي المأزق الجديد (新たなる三竦み)           | 28 أغسطس 2014      |
| 375   | كاكاشي ضد أوبيتو (カカシVSオビト)              | 4 سبتمبر 2014      |
| 376   | توجيهات سلب الكيوبي (九尾強奪指令)             | 11 سبتمبر 2014     |
| 377   | ناروتو ضد ناروتو الآلي (ナルト対メカナルト)    | 11 سبتمبر 2014     |
| 378   | جنتشوريكي الجوبي (十尾の人柱力)                | 18 سبتمبر 2014     |
| 379   | ثغرة (突破口)                                  | 25 سبتمبر 2014     |
| 380   | اليوم الذي وُلد فيه ناروتو (ナルトが生まれた日) | 2 أكتوبر 2014      |
| 381   | الشينجو (神樹)                                 | 9 أكتوبر 2014      |
| 382   | حلم الشينوبي (忍の夢)                          | 16 أكتوبر 2014     |
| 383   | ملاحقة الأمل (希望を追う)                      | 23 أكتوبر 2014     |
| 384   | قلبٌ يملؤه الأصدقاء (仲間で満ちた心)            | 30 أكتوبر 2014     |
| 385   | أوبيتو أوتشيها (うちはオビト)                  | 6 نوفمبر 2014      |
| 386   | أنا أراقب دائمًا (ちゃんと見てる)               | 13 نوفمبر 2014     |
| 387   | الوعد المحفوظ (守られた約束)                   | 20 نوفمبر 2014     |
| 388   | أول صديق لي (最初の友)                         | 27 نوفمبر 2014     |
| 389   | الأخت الكُبرى المحبوبة (憧れの姉さま)           | 4 ديسمبر 2014      |
| 390   | قرار هانابي (ハナビの決意)                     | 4 ديسمبر 2014      |
| 391   | مادارا أوتشيها، ينهض (うちはマダラ、立つ)      | 11 ديسمبر 2014     |
| 392   | قلبٌ مخفي (裏の心)                              | 18 ديسمبر 2014     |
| 393   | نهاية حقيقية (本当の終わり)                    | 25 ديسمبر 2014     |

## الموسم التاسع عشر: 2015
| الرقم | عنوان الحلقة                                          | تاريخ العرض الأصلي |
| ----- | ----------------------------------------------------- | ------------------ |
| 394   | امتحانات الشونين الجديدة (新たなる中忍試験)           | 8 يناير 2015       |
| 395   | بداية امتحانات الشونين (中忍試験、開始!)              | 15 يناير 2015      |
| 396   | الأسئلة الثلاثة (三つの問題)                          | 22 يناير 2015      |
| 397   | الجدير بالقيادة (リーダーに相応しい者)                | 29 يناير 2015      |
| 398   | الليلة التي تسبق الامتحان الثاني (二次試験、前夜)     | 5 فبراير 2015      |
| 399   | معركة البقاء في صحراء الشيطان (魔の砂漠のサバイバル)  | 12 فبراير 2015     |
| 400   | كمستعمل تايجوتسو (体術使いとして...)                  | 19 فبراير 2015     |
| 401   | الأخير (極めし者)                                     | 26 فبراير 2015     |
| 402   | الهروب ضد المطاردة (逃走VS追跡)                       | 5 مارس 2015        |
| 403   | جرأة ثابتة (諦めないド根性)                           | 12 مارس 2015       |
| 404   | مشاكل تينتن (テンテンの悩み)                          | 19 مارس 2015       |
| 405   | الزوج المسجون (閉じ込められた二人)                    | 26 مارس 2015       |
| 406   | المكان الذي أنتمي إليه (自分の居場所)                 | 2 أبريل 2015       |
| 407   | عشيرة ياماناكا: النينجيتسو السري (山中一族・秘伝忍術) | 9 أبريل 2015       |
| 408   | الدُّمية الملعونة (呪いの人形)                          | 16 أبريل 2015      |
| 409   | خلفهما (二人の背中)                                   | 23 أبريل 2015      |
| 410   | بدء تنفيذ المؤامرة المخفية (動き出した陰謀)           | 30 أبريل 2015      |
| 411   | البيجو المُستهدف (狙われた尾獣)                        | 7 مايو 2015        |
| 412   | حُكم نيجي (ネジの判断)                                 | 14 مايو 2015       |
| 413   | آمال مؤتمنة للمستقبل (未来に託す思い)                 | 21 مايو 2015       |

## الموسم العشرون: 2015-2016
| الرقم | عنوان الحلقة | تاريخ العرض الأصلي |
| ----- | --- | ------------------ |
| 414   | على حافة الموت (死の際)                                                                                                   | 28 مايو 2015       |
| 415   | المانغيكيو الاثنين (二つの万華鏡)                                                                                         | 4 يونيو 2015       |
| 416   | تشكيل فريق ميناتو (i結成・ミナト班)                                                                                       | 11 يونيو 2015      |
| 417   | ستدعمني (お前はバックアップだ)                                                                                            | 25 يونيو 2015      |
| 418   | الوحش الأخضر ضد ريكودو مادارا (碧き猛獣VS六道マダラ」)                                                                    | 2 يوليو 2015       |
| 419   | شباب أبي (パパの青春) | 9 يوليو 2015       |
| 420   | تشكيل البوابات الداخلية الثمانية (八門遁甲の陣)                                                                           | 23 يوليو 2015      |
| 421   | حكيم الطرق الستة (六道仙人)                                                                                               | 30 يوليو 2015      |
| 422   | الورثاء (受け継がれるもの)                                                                                                | 6 أغسطس 2015       |
| 423   | منافس ناروتو (ナルライバル)                                                                                               | 6 أغسطس 2015       |
| 424   | لنقف (立つ) | 13 أغسطس 2015      |
| 425   | الحلم الأبدي (無限の夢)                                                                                                   | 20 أغسطس 2015      |
| 426   | التسوكيومي الأبدية (無限月読)                                                                                             | 27 أغسطس 2015      |
| 427   | إلى عالم الأحلام (夢の世界へ)                                                                                             | 3 سبتمبر 2015      |
| 428   | حيث تنتمي تينتن (テンテンの居場所)                                                                                        | 3 سبتمبر 2015      |
| 429   | كيلر بي رابودين: الجزء 1 (キラービー落風伝・天の巻)                                                                       | 10 سبتمبر 2015     |
| 430   | كيلر بي رابودين: الجزء 2 (キラービー落風伝・地の巻)                                                                       | 17 سبتمبر 2015     |
| 431   | فقط لأرى تلك الابتسامة مرة أخرى (あの笑顔をもう一度)                                                                      | 24 سبتمبر 2015     |
| 432   | لفائف النينجا الخاصة بجيرايا: حكاية البطل ناروتو - النينجا الفاشل (自来也忍法帳 〜ナルト豪傑物語〜 落ちこぼれ忍者)        | 1 أكتوبر 2015      |
| 433   | لفائف النينجا الخاصة بجيرايا: حكاية البطل ناروتو - مهمّة البحث (自来也忍法帳 〜ナルト豪傑物語〜 出撃・探索任務)            | 8 أكتوبر 2015      |
| 434   | لفائف النينجا الخاصة بجيرايا: حكاية البطل ناروتو - فريق جيرايا (ナルト自来也のブック忍〜ヒーローチームジライヤの物語)     | 15 أكتوبر 2015     |
| 435   | لفائف النينجا الخاصة بجيرايا: حكاية البطل ناروتو - ترتيب الأولويّات (ナルト自来也~~ヒーローの物語の優先順位付けのブック忍) | 22 أكتوبر 2015     |
| 436   | لفائف النينجا الخاصة بجيرايا: حكاية البطل ناروتو - الرجل المُقنّع (ミステリーのナルト物語自来也~~ヒーローマンのブック忍)    | 5 نوفمبر 2015      |
| 437   | لفائف النينجا الخاصة بجيرايا: حكاية البطل ناروتو - القوّة المختومة (ナルト自来也~~ヒーローの物語封印された電力のブック忍)  | 12 نوفمبر 2015     |
| 438   | لفائف النينجا الخاصة بجيرايا: حكاية البطل ناروتو - القوانين أم رفيق؟ (掟か、仲間か)                                       | 19 نوفمبر 2015     |
| 439   | لفائف النينجا الخاصة بجيرايا: حكاية البطل ناروتو - طفل النبوءة (予言の子)                                                 | 26 نوفمبر 2015     |
| 440   | لفائف النينجا الخاصة بجيرايا: حكاية البطل ناروتو - الطائر المسجون (籠の鳥)                                                | 3 ديسمبر 2015      |
| 441   | لفائف النينجا الخاصة بجيرايا: حكاية البطل ناروتو - العودة للديار (帰還)                                                   | 10 ديسمبر 2015     |
| 442   | لفائف النينجا الخاصة بجيرايا: حكاية البطل ناروتو - طريقٌ مشترك (互いの道)                                                  | 17 ديسمبر 2015     |
| 443   | لفائف النينجا الخاصة بجيرايا: حكاية البطل ناروتو - الاختلاف في القوّة (力の差)                                             | 24 ديسمبر 2015     |
| 444   | لفائف النينجا الخاصة بجيرايا: حكاية البطل ناروتو - النينجا الهارب (抜け里)                                                | 14 يناير 2016      |
| 445   | لفائف النينجا الخاصة بجيرايا: حكاية البطل ناروتو - مطارِدون (追手)                                                         | 21 يناير 2016      |
| 446   | لفائف النينجا الخاصة بجيرايا: حكاية البطل ناروتو - تضارب (衝突)                                                           | 28 يناير 2016      |
| 447   | لفائف النينجا الخاصة بجيرايا: حكاية البطل ناروتو - قمرٌ آخر (もう一つの月)                                                 | 04 فبراير 2016     |
| 448   | لفائف النينجا الخاصة بجيرايا: حكاية البطل ناروتو - رفيق (仲間)                                                            | 11 فبراير 2016     |
| 449   | لفائف النينجا الخاصة بجيرايا: حكاية البطل ناروتو - تحالف الشينوبي (忍達の共演)                                            | 18 فبراير 2016     |
| 450   | لفائف النينجا الخاصة بجيرايا: حكاية البطل ناروتو - منافس (好敵手)                                                         | 25 فبراير 2016     |
| 451   | حكاية إيتاتشي - النّور والظّلام: الولادة والموت (生まれる命、死ぬ命)                                                        | 03 مارس 2016       |
| 452   | حكاية إيتاتشي - النّور والظّلام: النابغة (異才)                                                                             | 10 مارس 2016       |
| 453   | حكاية إيتاتشي - النّور والظّلام: ألم العيش (命の痛み)                                                                       | 17 مارس 2016       |
| 454   | حكاية إيتاتشي - النّور والظّلام: طلب شيسوي (シスイの依頼)                                                                   | 03 مارس 2016       |
| 455   | حكاية إيتاتشي - النّور والظّلام: ليلةٌ مقمرة (月夜)                                                                          | 07 أبريل 2016      |
| 456   | حكاية إيتاتشي - النّور والظّلام: ظلام الاكاتسكي (暁の闇)                                                                    | 14 أبريل 2016      |
| 457   | حكاية إيتاتشي - النّور والظّلام: شريك (相棒)                                                                                | 21 أبريل 2016      |
| 458   | حكاية إيتاتشي - النّور والظّلام: الحقيقة (真)                                                                               | 28 أبريل 2016      |
| 459   | مرأة البداية (はじまりのもの)                                                                                             | 05 مايو 2016       |
| 460   | أوتسوتسوكي كاغويا (大筒木カグヤ)                                                                                          | 12 مايو 2016       |
| 461   | هاغورومو وهامورا (ハゴロモとハムラ)                                                                                       | 19 مايو 2016       |
| 462   | ماضٍ مختلق (造られた過去)                                                                                                  | 26 مايو 2016       |
| 463   | أفضل نينجا لا يمكن توقعه (意外性ナンバーワン！)                                                                           | 2 يونيو 2016       |
| 464   | عقيدة النينجا (忍宗) | 9 يونيو 2016       |
| 465   | أشورا وإيندرا (アシュラとインドラ)                                                                                        | 16 يونيو 2016      |
| 466   | الرحلة المضطربة (試練の旅)                                                                                                | 30 يونيو 2016      |
| 467   | قرار آشورا (アシュラの決意)                                                                                               | 7 يوليو 2016       |
| 468   | الوريث (後継者) | 21 يوليو 2016      |
| 469   | مهمة خاصة (特別任務) | 28 يوليو 2016      |
| 470   | أفكار موصولة (繋がる想い)                                                                                                 | 4 أغسطس 2016       |
| 471   | كلاهما... إلى الأبد (二人をちゃんと)                                                                                      | 11 أغسطس 2016      |
| 472   | من الأفضل لك أن... (お前は必ず)                                                                                           | 18 أغسطس 2016      |
| 473   | إحياء الشارينغان (写輪眼、再び)                                                                                           | 25 أغسطس 2016      |
| 474   | تهانينا (おめでとう) | 1 سبتمبر 2016      |
| 475   | الوادي النهائي (終末の谷)                                                                                                 | 8 سبتمبر 2016      |
| 476   | القتال الأخير (最後の戦い)                                                                                                | 29 سبتمبر 2016     |
| 477   | ناروتو وساسكي (ナルトとサスケ)                                                                                            | 29 سبتمبر 2016     |
| 478   | ختم المصالحة (和解の印)                                                                                                   | 6 أكتوبر 2016      |
| 479   | أوزوماكي ناروتو (うずまきナルト!!)                                                                                        | 13 أكتوبر 2016     |

## الموسم الحادي والعشرون: 2016-2017
| الرقم | عنوان الحلقة                                 | تاريخ العرض الأصلي |
| ----- | -------------------------------------------- | ------------------ |
| 480   | ناروتو - هيناتا (NARUTO・HINATA)             | 20 أكتوبر 2016     |
| 481   | ساسكي - ساكورا (SASUKE・SAKURA)              | 27 أكتوبر 2016     |
| 482   | غارا - شيكيمارو (GAARA・SHIKAMARU)           | 3 نوفمبر 2016      |
| 483   | جيرايا - كاكاشي (JIRAIYA・KAKASHI)           | 10 نوفمبر 2016     |
| 484   | الإنسان المتفجر (起爆人間)                   | 1 ديسمبر 2016      |
| 485   | مدرّج (闘技場)                                | 8 ديسمبر 2016      |
| 486   | فوشين (風心)                                 | 15 ديسمبر 2016     |
| 487   | الكيتسوريوغان (血龍眼)                       | 22 ديسمبر 2016     |
| 488   | الأخير (最後の一人)                          | 5 يناير 2017       |
| 489   | شؤون الدولة (風雲)                           | 13 يناير 2017      |
| 490   | سحب داكنة (暗雲)                             | 19 يناير 2017      |
| 491   | تهور (闇雲)                                  | 26 يناير 2017      |
| 492   | سحابة من الشك (疑雲)                         | 2 فبراير 2017      |
| 493   | فجر (東雲)                                   | 9 فبراير 2017      |
| 494   | زفاف ناروتو (ナルトの結婚)                   | 16 فبراير 2017     |
| 495   | هدية زفاف معززة بالكامل (フルパワー結婚祝い) | 16 فبراير 2017     |
| 496   | بخار وحبوب تغذية (湯けむりと兵糧丸)          | 23 فبراير 2017     |
| 497   | هدية زفاف من الكازيكاغي (風影の御祝)         | 2 مارس 2017        |
| 498   | المهمة الأخيرة (最後の任務)                  | 9 مارس 2017        |
| 499   | نتيجة المهمة السرية (サクラの気持ち)         | 16 مارس 2017       |
| 500   | الرسالة (祝いの言葉)                         | 23.مارس 2017       |

## الأفلام
| الرقم | اسم الفيلم                                                                          | تاريخ العرض الياباني | تاريخ العرض العربي |
| ----- | ----------------------------------------------------------------------------------- | -------------------- | ------------------ |
| 1     | ناروتو شيبودن الفيلم 劇場版 NARUTO-ナルト-疾風伝                                    | 4 أغسطس 2007         | لم يُنتج            |
| 2     | فيلم ناروتو شيبودن: الروابط 劇場版 NARUTO-ナルト-疾風伝 絆                          | 2 أغسطس 2008         | لم يُنتج            |
| 3     | فيلم ناروتو شيبودن: ورثة إرادة النار 劇場版 NARUTO-ナルト-疾風伝 火の意志を継ぐ者   | 1 أغسطس 2009         | لم يُنتج            |
| 4     | فيلم ناروتو شيبودن: البرج المفقود 劇場版 NARUTO-ナルト-疾風伝 ザ・ロストタワー      | 31 يوليو 2010        | لم يُنتج            |
| 5     | فيلم ناروتو شيبودن: سجن الدم 劇場版 NARUTO-ナルト- ブラッド・プリズン               | 30 يوليو 2011        | لم يُنتج            |
| 6     | فيلم ناروتو شيبودن: الطريق إلى النينجا 劇場版 NARUTO-ナルト- ロード・トゥ・ニンジャ | 28 يوليو 2012        | لم يُنتج            |
| 7     | الأخير: ناروتو الفيلم ザ・ラスト ‐ナルト・ザ・ムービー‐                             | 6 ديسمبر 2014        | لم يُنتج            |
| 8     | بوروتو: ناروتو الفيلم ボルト‐ナルト・ザ・ムービー‐                                  | 7 أغسطس 2015         | لم يُنتج            |

## الأوفا
| م. | العنوان | العرض الأصلي   |
| 1  | إعصار! "مدرسة كونوها الثانوية" سجلات 疾風!“木ノ葉学園”伝                                                           | 6 فبراير 2008  |
| 2  | ذَ كروسرودز مفترق الطرق ザ・クロスローズ                                                                            | 19 ديسمبر 2009 |
| 3  | نسخة الفلم - ناروتو والجني والأمنيات الثلاث 劇場版NARUTO-ナルト-そよ風伝 ナルトと魔神と3つのお願いだってばよ!!     | 31 يوليو 2010  |
| 4  | Naruto x UT | 1 يناير 2011   |
| 5  | امتحان التشونين المُشتعل! ناروتو VS كونوهامارو!! 炎の中忍試験!ナルトVS木ノ葉丸!!                                    | 30 يوليو 2011  |
| 6  | أوفا ألتمت نينجا ستورم جنريشنز: هاشيراما سينجو ضد مادارا أوتشيها                                                   | 23 فبراير 2012 |
| 7  | ناروتو شيبودن: سَني سايد بَتِل!!! ناروتو شيبودن: قتال الجانب المشمس!!! ナルト-NARUTO-疾風伝 サニー・サイド・バトル!!! | 12 سبتمبر 2014 |

## إصداراتالدي‌ في‌ دي

### اليابان
| المجلد   | تاريخ الصدور  | الأقراص | الحلقات |
| -------- | ------------- | ------- | ------- |
| المجلد 1 | 1 أغسطس 2007  | 1       | 1-4     |
| المجلد 2 | 5 سبتمبر 2007 | 1       | 5-8     |
| المجلد 3 | 3 أكتوبر 2007 | 1       | 9-12    |
| المجلد 4 | 7 نوفمبر 2007 | 1       | 13-16   |
| المجلد 5 | 5 ديسمبر 2007 | 1       | 17-20   |
| المجلد 6 | 1 يناير 2008  | 1       | 21-24   |
| المجلد 7 | 6 فبراير 2008 | 1       | 25-28   |
| المجلد 8 | 5 مارس 2008   | 1       | 29-32   |

| المجلد   | تاريخ الصدور | الأقراص | الحلقات |
| -------- | ------------ | ------- | ------- |
| المجلد 1 | 2 أبريل 2008 | 1       | 33-36   |
| المجلد 2 | 9 مايو 2008  | 1       | 37-40   |
| المجلد 3 | 4 يونيو 2008 | 1       | 41-44   |
| المجلد 4 | 2 يوليو 2008 | 1       | 45-48   |
| المجلد 5 | 5 أغسطس 2008 | 1       | 49-53   |

| المجلد   | تاريخ الصدور  | الأقراص | الحلقات |
| -------- | ------------- | ------- | ------- |
| المجلد 1 | 3 سبتمبر 2008 | 1       | 54-57   |
| المجلد 2 | 1 أكتوبر 2008 | 1       | 58-61   |
| المجلد 3 | 5 نوفمبر 2008 | 1       | 62-66   |
| المجلد 4 | 3 ديسمبر 2008 | 1       | 67-71   |

| المجلد   | تاريخ الصدور  | الأقراص | الحلقات |
| -------- | ------------- | ------- | ------- |
| المجلد 1 | 14 يناير 2009 | 1       | 72-75   |
| المجلد 2 | 4 فبراير 2009 | 1       | 76-79   |
| المجلد 3 | 4 مارس 2009   | 1       | 80-83   |
| المجلد 4 | 13 مايو 2009  | 1       | 84-88   |

| المجلد   | تاريخ الصدور  | الأقراص | الحلقات |
| -------- | ------------- | ------- | ------- |
| المجلد 1 | 3 يونيو 2009  | 1       | 89-92   |
| المجلد 2 | 2 يوليو 2009  | 1       | 93-96   |
| المجلد 3 | 5 أغسطس 2009  | 1       | 97-100  |
| المجلد 4 | 2 سبتمبر 2009 | 1       | 101-104 |
| المجلد 5 | 7 أكتوبر 2009 | 1       | 105-108 |
| المجلد 6 | 4 نوفمبر 2009 | 1       | 109-112 |

| المجلد   | تاريخ الصدور   | الأقراص | الحلقات |
| -------- | -------------- | ------- | ------- |
| المجلد 1 | 16 ديسمبر 2009 | 1       | 119-120 |

| المجلد   | تاريخ الصدور  | الأقراص | الحلقات          |
| -------- | ------------- | ------- | ---------------- |
| المجلد 1 | 13 يناير 2010 | 1       | 113-116          |
| المجلد 2 | 3 فبراير 2010 | 1       | 117-118، 121-122 |
| المجلد 3 | 3 مارس 2010   | 1       | 123-126          |
| المجلد 4 | 7 أبريل 2010  | 1       | 127-130          |
| المجلد 5 | 12 مايو 2010  | 1       | 131-134          |
| المجلد 6 | 2 يونيو 2010  | 1       | 135-138          |
| المجلد 7 | 7 يوليو 2010  | 1       | 139-143          |

| المجلد   | تاريخ الصدور  | الأقراص | الحلقات |
| -------- | ------------- | ------- | ------- |
| المجلد 1 | 4 أغسطس 2010  | 1       | 144-147 |
| المجلد 2 | 1 سبتمبر 2010 | 1       | 148-151 |

| المجلد   | تاريخ الصدور  | الأقراص | الحلقات          |
| -------- | ------------- | ------- | ---------------- |
| المجلد 1 | 6 أكتوبر 2010 | 1       | 152-155          |
| المجلد 2 | 3 نوفمبر 2010 | 1       | 156-159          |
| المجلد 3 | 1 ديسمبر 2010 | 1       | 160-163          |
| المجلد 4 | 12 يناير 2011 | 1       | 164-167          |
| المجلد 5 | 2 فبراير 2011 | 1       | 168-169، 172-173 |
| المجلد 6 | 2 مارس 2011   | 1       | 174-175، 170-171 |

| المجلد   | تاريخ الصدور | الأقراص | الحلقات          |
| -------- | ------------ | ------- | ---------------- |
| المجلد 1 | 6 أبريل 2011 | 1       | 176-179          |
| المجلد 2 | 11 مايو 2011 | 1       | 180-183          |
| المجلد 3 | 1 يونيو 2011 | 1       | 184-186، 189     |
| المجلد 4 | 6 يوليو 2011 | 1       | 190-193          |
| المجلد 5 | 3 أغسطس 2011 | 1       | 194-195، 187-188 |

| المجلد   | تاريخ الصدور  | الأقراص | الحلقات |
| -------- | ------------- | ------- | ------- |
| المجلد 1 | 7 سبتمبر 2011 | 1       | 197-200 |
| المجلد 2 | 5 أكتوبر 2011 | 1       | 201-204 |
| المجلد 3 | 2 نوفمبر 2011 | 1       | 205-208 |
| المجلد 4 | 7 ديسمبر 2011 | 1       | 209-212 |
| المجلد 5 | 11 يناير 2012 | 1       | 213-216 |
| المجلد 6 | 1 فبراير 2012 | 1       | 217-221 |

| المجلد   | تاريخ الصدور | الأقراص | الحلقات |
| -------- | ------------ | ------- | ------- |
| المجلد 1 | 7 مارس 2012  | 1       | 222-225 |
| المجلد 2 | 4 أبريل 2012 | 1       | 226-229 |
| المجلد 3 | 2 مايو 2012  | 1       | 230-233 |
| المجلد 4 | 6 يونيو 2012 | 1       | 234-237 |
| المجلد 5 | 4 يوليو 2012 | 1       | 238-242 |

| المجلد   | تاريخ الصدور | الأقراص | الحلقات |
| -------- | ------------ | ------- | ------- |
| المجلد 1 | 1 أغسطس 2012 | 1       | 248-249 |

| المجلد   | تاريخ الصدور  | الأقراص | الحلقات |
| -------- | ------------- | ------- | ------- |
| المجلد 1 | 5 سبتمبر 2012 | 1       | 257-260 |

| المجلد   | تاريخ الصدور  | الأقراص | الحلقات     |
| -------- | ------------- | ------- | ----------- |
| المجلد 1 | 3 أكتوبر 2012 | 1       | 243-247     |
| المجلد 2 | 7 نوفمبر 2012 | 1       | 250-253     |
| المجلد 3 | 5 ديسمبر 2012 | 1       | 254-256،261 |
| المجلد 4 | 9 يناير 2013  | 1       | 262-265     |
| المجلد 5 | 6 فبراير 2013 | 1       | 266-270     |

| المجلد   | تاريخ الصدور | الأقراص | الحلقات |
| -------- | ------------ | ------- | ------- |
| المجلد 1 | 3 أبريل 2013 | 1       | 276-280 |
| المجلد 2 | 1 مايو 2013  | 1       | 281-284 |
| المجلد 3 | 5 يونيو 2013 | 1       | 285-289 |

| المجلد | تاريخ الصدور | الأقراص | الحلقات |
| ------ | ------------ | ------- | ------- |
| الأسود | 3 يوليو 2013 | 1       | 290-292 |
| الأبيض | 7 أغسطس 2013 | 1       | 293-295 |

| المجلد   | تاريخ الصدور  | الأقراص | الحلقات |
| -------- | ------------- | ------- | ------- |
| المجلد 1 | 4 سبتمبر 2013 | 1       | 296-299 |
| المجلد 2 | 2 أكتوبر 2013 | 1       | 300-303 |
| المجلد 3 | 6 نوفمبر 2013 | 1       | 304-307 |
| المجلد 4 | 4 ديسمبر 2013 | 1       | 308-311 |
| المجلد 5 | 8 يناير 2014  | 1       | 312-315 |
| المجلد 6 | 5 فبراير 2014 | 1       | 316-320 |

| المجلد   | تاريخ الصدور | الأقراص | الحلقات |
| -------- | ------------ | ------- | ------- |
| المجلد 1 | 4 مارس 2014  | 1       | 321-324 |
| المجلد 2 | 2 أبريل 2014 | 1       | 325-328 |
| المجلد 3 | 7 يونيو 2014 | 1       | 329-332 |
| المجلد 4 | 4 يوليو 2014 | 1       | 333-336 |

| المجلد   | تاريخ الصدور  | الأقراص | الحلقات |
| -------- | ------------- | ------- | ------- |
| المجلد 1 | 1 أكتوبر 2014 | 1       | 349-352 |
| المجلد 2 | 5 نوفمبر 2014 | 1       | 353-356 |
| المجلد 3 | 3 ديسمبر 2014 | 1       | 357-361 |

| المجلد   | تاريخ الصدور  | الأقراص | الحلقات          |
| -------- | ------------- | ------- | ---------------- |
| المجلد 1 | 7 يناير 2015  | 1       | 362-365          |
| المجلد 2 | 4 فبراير 2015 | 1       | 366-369          |
| المجلد 3 | 4 مارس 2015   | 1       | 370-372، 376-377 |

| المجلد   | تاريخ الصدور | الأقراص | الحلقات      |
| -------- | ------------ | ------- | ------------ |
| المجلد 1 | 1 أبريل 2015 | 1       | 373-375، 378 |
| المجلد 2 | 13 مايو 2015 | 1       | 379-382      |
| المجلد 3 | 3 يونيو 2015 | 1       | 383-386      |
| المجلد 4 | 1 يوليو 2015 | 1       | 387-390      |
| المجلد 5 | 5 أغسطس 2015 | 1       | 391-393      |

| المجلد   | تاريخ الصدور  | الأقراص | الحلقات |
| -------- | ------------- | ------- | ------- |
| المجلد 1 | 2 سبتمبر 2015 | 1       | 394-397 |
| المجلد 2 | 7 أكتوبر 2015 | 1       | 398-401 |

| مجلد   | تاريخ الصدور  | الأقراص | الحلقات | المصدر |
| ------ | ------------- | ------- | ------- | ------ |
| مجلد 1 | 3 فبراير 2016 | 1       | 414–417 | [ 45 ] |
| مجلد 2 | 2 مارس 2016   | 1       | 418–421 | [ 46 ] |
| مجلد 3 | 6 أبريل 2016  | 1       | 422–426 | [ 47 ] |
| مجلد 4 | 11 مايو 2016  | 1       | 427–431 | [ 48 ] |

| مجلد   | تاريخ الصدور  | الأقراص | الحلقات | المصدر |
| ------ | ------------- | ------- | ------- | ------ |
| مجلد 1 | 8 يونيو 2016  | 1       | 432–435 | [ 49 ] |
| مجلد 2 | 6 يوليو 2016  | 1       | 436–439 | [ 50 ] |
| مجلد 3 | 3 أغسطس 2016  | 1       | 440–443 | [ 51 ] |
| مجلد 4 | 7 سبتمبر 2016 | 1       | 444–447 | [ 52 ] |
| مجلد 5 | 5 أكتوبر 2016 | 1       | 448–450 | [ 53 ] |

| مجلد     | تاريخ الصدور  | الأقراص | الحلقات | المصدر |
| -------- | ------------- | ------- | ------- | ------ |
| مجلد 1   | 2 نوفمبر 2016 | 1       | 451–454 | [ 54 ] |
| المجلد 2 | 7 ديسمبر 2016 | 1       | 455–458 | [ 55 ] |

| المجلد | تاريخ الصدور  | الأقراص | الحلقات      | المصدر. |
| ------ | ------------- | ------- | ------------ | ------- |
| 1      | 11 يناير 2017 | 1       | 459–462, 466 | [ 56 ]  |
| 2      | 8 فبراير 2017 | 1       | 463–465      | [ 57 ]  |
| 3      | 1 مارس 2017   | 1       | 467–469      | [ 58 ]  |

| المجلد | تاريخ الصدور | الأقراص | الحلقات | مصادر. |
| ------ | ------------ | ------- | ------- | ------ |
| 1      | 5 أبريل 2017 | 1       | 470–473 | [ 59 ] |
| 2      | 10 مايو 2017 | 1       | 474–477 | [ 60 ] |
| 3      | 7 يونيو 2017 | 1       | 478–479 | [ 61 ] |

| المجلد | تاريخ الصدور | الأقراص | الحلقات | مصادر. |
| ------ | ------------ | ------- | ------- | ------ |
| 1      | 5 يوليو 2017 | 1       | 480–483 | [ 62 ] |

| المجلد | تاريخ الصدور | الأقراص | الحلقات | مصادر. |
| ------ | ------------ | ------- | ------- | ------ |
| 1      | 2 أغسطس 2017 | 1       | 484-488 | [ 63 ] |

| المجلد | تاريخ الصدور  | الأقراص | الحلقات | مصادر. |
| ------ | ------------- | ------- | ------- | ------ |
| 1      | 6 سبتمبر 2017 | 1       | 489–493 | [ 64 ] |

| المجلد | تاريخ الصدور  | الأقراص | الحلقات | مصادر. |
| ------ | ------------- | ------- | ------- | ------ |
| 1      | 4 أكتوبر 2017 | 1       | 494-496 | [ 65 ] |
| 2      | 1 نوفمبر 2017 | 1       | 497-500 | [ 66 ] |

### بيبلوجرافيا
- "Naruto: Shippuden episodes from 2007" (باليابانية). تلفزيون طوكيو. Archived from the original on 2009-12-16.
- "Naruto: Shippuden episodes from 2008" (باليابانية). تلفزيون طوكيو. Archived from the original on 2009-12-31.
- "Naruto: Shippuden episodes from 2009" (باليابانية). تلفزيون طوكيو. Archived from the original on 2010-12-31.
- "Naruto: Shippuden episodes from 2010" (باليابانية). تلفزيون طوكيو. Archived from the original on 2010-12-31.
- "Naruto: Shippuden episodes from 2011" (باليابانية). تلفزيون طوكيو. Archived from the original on 2007-04-19.
- "疾風伝". Media Arts Database (باليابانية). وكالة الشؤون الثقافية اليابانية. Archived from the original on 2016-10-01.
- "List of Naruto: Shippuden episode titles". مؤرشف من الأصل في 2009-12-19.
- "Naruto: Shippuden". Toonzone. مؤرشف من الأصل في 2012-03-19.

## المعلومات
1. ↑  جينشوركي (人柱力 جينشوريكي؟، تعني حرفيًا: قوة الإنسان الضحية)، وهي تشير إلى الإنسان الذي خُتم به وحش مذيل.
2. ↑  الكازيكاغي (風影 كازيكاغي؟، تعني حرفيًا "ظل الرياح") وهو لقب قائد قرية الرمال المخفية (ذُكر باسم "ظل الرياح" في النسخة العربية في الحلقة 60)
3. ↑  كونيوتشي (باليابانية:くノ一) (بالصينية:女忍者) هي فتاة النينجا وهي مشتقة لفظ امرأة باليابانية
4. ↑  ذو التسعة ذيول (九尾 كيوبي؟، تعني حرفيًا "تسعة ذيول"). في النسخة العربية: الثعلب ذي التسعة ذيول.
5. ↑  عنصر الرياح، راسين شوريكن (風遁・螺旋手裏剣 فوتون، راسين شوريكين؟، تعني حرفيًا إطلاق الرياح: الشوريكن المتصاعد) وهي تقنية يستخدمها ناروتو.
6. ↑  مانغيكيو شارينغان (万華鏡写輪眼 مانغيكيو شارينغان؟، تعني حرفيًا "مشكال العين الناسخة الدوارة") وهي عين خاصة بعشيرة الأوتشيها لديها القدرة على صنع تقنيات وهم في غاية القوة.
7. ↑  أماتيراسو (天照 أماتيراسو؟، تعني حرفيًا "السماء المضيئة") وهي تقنية بصرية لإيتاتشي وسميت في المسلسل بالنار السوداء.
8. ↑  ذو الثمانية ذيول (八尾 هاتشيبي؟، تعني حرفيًا "ثمانية ذيول") لكن لم يظهر حتى الآن في النسخة العربية أو الإنجليزية لذا لم يطلق عليه اسم مثل ذي التسعة ذيول لكنه أخطبوط بثمانية ذيول.
9. ↑  الهوكاغي (火影 هوكاغي؟، تعني حرفيًا "ظل النار") وهو لقب قائد قرية الورق المخفية وفي النسخة العربية: الشهاب (لقب الشهاب كان مميزًا لقرية الورق في النسخة العربية).
10. ↑  النينجا من بينسو (紅州の商忍 بينسو نو شونين؟، تعني حرفيًا "التاجر من بينسو") وبينسو هو اسم مدينة البندقية باليابانية؛ وربما تشير إلى مسرحية شكسبير تاجر البندقية.
11. ↑  كوراما (九喇嘛 كوراما؟، تعني حرفيًا "تسع لاما") هو الاسم الحقيقي لذي التسعة ذيول والذي أطلقه حكيم المسارات الستة عليه
12. ↑  الإيزانامي (イザナミ إيزانامي؟) هي تقنية محرمة لعشيرة الأوتشيها استخدمها إيتاتشي أوتشيها وتجعل الهدف في حلقة لا نهائية من الوهم. بسبب هذه التقنية يفقد مستخدمها بصر إحدى عينيه.
13. ↑  الإيزاناغي (イザナギ إيزاناغي؟) هي تقنية محرمة لعشيرة الأوتشيها تزيل الحدود بين الواقع والوهم سامحةً لمستخدمها بالتحكم بحالة وجوده. بسبب هذه التقنية يفقد مستخدمها بصر إحدى عينيه.
14. ↑  شينجو (神樹 Shinju؟، تعني حرفيًّا "الشجرة المُقدَّسة") هو أحد أشكال الجوبي، وهذه الشجرة هي مصدر الشاكرا الموجودة في الإنسان.
15. ↑  أوفا موجودة في لعبة الفيديو.
16. ↑  الأوفا أتت كهدية مع الطلبات المُسبقة للعبة ناروتو ألتمت نينجا ستورم رفلوشن.